# Coppa delle nazioni del Golfo 1994
La Coppa delle Nazioni del Golfo 1994, 12ª edizione del torneo, si è svolta negli Emirati Arabi Uniti dal 27 novembre al 10 dicembre 1994. È stata vinta dall'Arabia Saudita.

## Squadre partecipanti
- Oman
- Emirati Arabi Uniti (ospitante)
- Bahrein
- Iraq (escluso per aver invaso il Kuwait)
- Kuwait
- Qatar
- Arabia Saudita
- Yemen

## Classifica finale
| Team                | Pld | W | D | L | GF | GA | GD | Pts |
| ------------------- | --- | - | - | - | -- | -- | -- | --- |
| Arabia Saudita      | 5   | 4 | 1 | 0 | 10 | 4  | +6 | 9   |
| Emirati Arabi Uniti | 5   | 3 | 2 | 0 | 7  | 1  | +6 | 8   |
| Bahrein             | 5   | 1 | 3 | 1 | 5  | 6  | -1 | 5   |
| Qatar               | 5   | 1 | 1 | 3 | 6  | 8  | -2 | 3   |
| Kuwait              | 5   | 1 | 1 | 3 | 2  | 6  | -4 | 3   |
| Oman                | 5   | 0 | 2 | 3 | 4  | 9  | -5 | 2   |